# Gilbert Kolly
Gilbert Kolly (* 25. Oktober 1951 in Freiburg im Üechtland, heimatberechtigt in Tentlingen) ist ein Schweizer Jurist, ehemaliger Bundesrichter und Präsident des Bundesgerichts, des Obersten Gerichts der Schweiz. Er ist Mitglied der Christlichdemokratischen Volkspartei (CVP).

## Biografie
Kolly wuchs in Tentlingen zweisprachig auf, seine Mutter stammte aus dem Glanebezirk. 
Nach der Matura am Kollegium St. Michael schloss er 1975 das Rechtsstudium an der Universität Freiburg mit dem Lizentiat ab. Anschliessend doktorierte er bei Peter Gauch und erlangte 1978 die Würde eines Doktors der Rechte. 1980 erlangte er schliesslich das Anwaltspatent.
Er hat zwei erwachsene Kinder und lebt mit seiner Ehefrau in der Stadt Freiburg.

## Berufliche Tätigkeit
Seine beruflichen Tätigkeiten begann Kolly als Präsident des Bezirksgerichts Sense in Tafers (1979 bis 1982). Danach war er Richter am Freiburger Kantonsgericht (1982 bis 1998; Präsident 1987 und 1995). Dozent an der Rechtsfakultät der Universität Freiburg (1992 bis 1999). Präsident der Schweizerischen Gesellschaft für Strafrecht (1994 bis 1997). Mitglied und Präsident des Militärischen Kassationsgerichts (1992 bis 1999 bzw. 2000 bis 2005). Ab 1998 war er Richter im Bundesgericht und von 2013 bis 2016 war er Bundesgerichtspräsident.